# 和平乡 (云霄县)
和平乡，是中华人民共和国福建省漳州市云霄县下辖的一个乡镇级行政单位。

## 行政区划
和平乡下辖以下地区：
东方村、坎顶村、莆顶村、径仔村、安吉村、吉坂村、大斜村、上坂村、内洞村、棪树村、西安村、桥头村和通贝村。